# Mycalesis daidis
Mycalesis daidis är en fjärilsart som beskrevs av William Chapman Hewitson 1862. Mycalesis daidis ingår i släktet Mycalesis och familjen praktfjärilar. Inga underarter finns listade i Catalogue of Life.